# Torsten af Geijerstam
Torsten Emanuel af Geijerstam, född 25 september 1879 i Filipstad, död 16 mars 1933 i Karlskrona,  var en svensk ingenjör.
Torsten af Geijerstam avlade mogenhetsexamen 1898 och utexaminerades från Kungliga Tekniska högskolan 1901. Han var ingenjör vid Karpalunds Sockerfabriks AB 1901–1905, blev underingenjör vid Kristianstads belysnings- och vattenverk 1905, driftsingenjör vid Malmö gasverk 1906 och var föreståndare för Karlskrona gasverk från 1917.